# Audi A6 C7
L'Audi A6 C7 (sigla interna 4G) è la quarta generazione dell'Audi A6, un'autovettura di fascia alta prodotta dal 2011 al 2018 dalla casa automobilistica tedesca Audi.

## Profilo e storia

### Debutto
La generazione C7 dell'Audi A6 venne svelata per la prima volta il 1º dicembre 2010 solo tramite foto online e su riviste specializzate, mentre la sua prima apparizione dal vivo di fronte al grande pubblico si ebbe nel gennaio 2011 al Salone di Detroit. In Europa, la vettura venne invece presentata nel marzo 2011 al Salone di Ginevra. La sua commercializzazione fu avviata nell'aprile 2011, inizialmente solo con carrozzeria berlina, mentre la variante Avant sarebbe arrivata solo alcuni mesi dopo.

### Design esterno ed interno

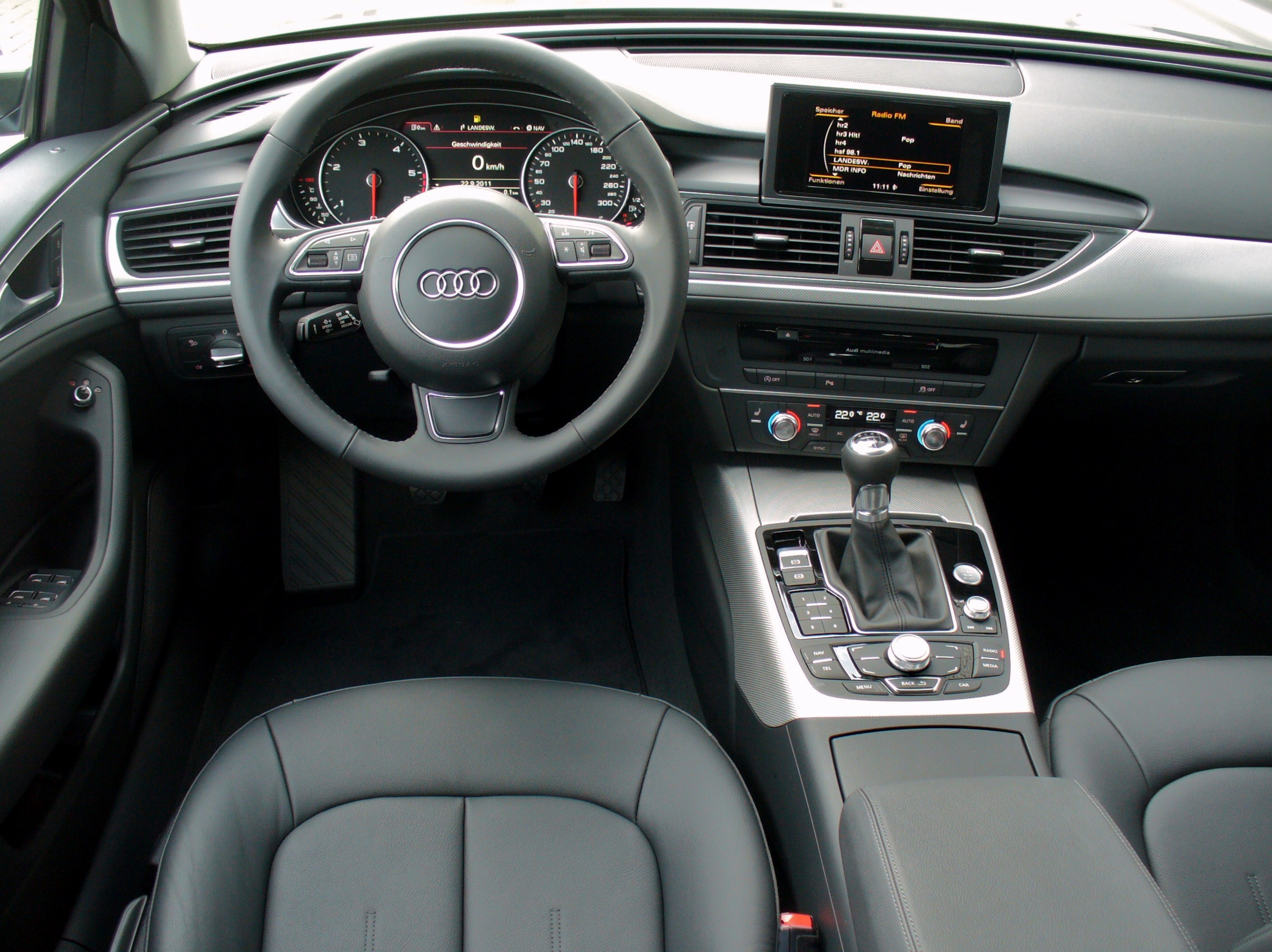
Il posto guida di una A6 C7

La nuova serie deriva dalla A7 e propone forme a metà strada tra la A4 e la A8 rafforzate da accenti più sportivi. L'auto grossomodo non viene stravolta anche se si ha l'impressione di trovarsi di fronte ad un'auto nel complesso più affilata e sportiva. Le dimensioni rimangono sostanzialmente le stesse del modello precedente (si segnala solo un +1,5 cm in larghezza), mentre lo stile è più moderno pur senza intaccare la sua identità di berlina di rappresentanza con i tre volumi ben definiti. Il muso riprende la calandra Single Frame, tipicamente Audi, e i fari hanno un profilo “mosso” grazie alla geometria delle luci diurne a LED, che diventa particolarmente “cattiva” con l'optional delle luci interamente a LED. La fiancata è invece forse meno aggressiva e muscolosa ma guadagna notevolmente in eleganza soprattutto per le superfici della carrozzeria, lisce, pulite e raccordate con il tetto ad arco. La coda invece appare più cattiva del modello precedente: è infatti più corta, c'è un accenno di spoiler sul cofano posteriore e i fari sono estesi in larghezza per dare l'impressione di un'auto più piantata al suolo. Anche internamente l'auto riprende gli stilemi dell'Audi A7, pur mantenendo gli spazi della generazione precedente e l'alto livello per le finiture e la scelta dei materiali. Nei posti anteriori si sta molto comodi e seduti piuttosto in basso, con l'ampio tunnel centrale che separa nettamente i due sedili. Il quadro strumenti è più esteso del modello precedente e integra un grande schermo, in opzione anche a colori, per il computer di bordo. La plancia pur non avendo forme particolari è diversa da quella del modello precedente, soprattutto per l'adozione di un monitor a scomparsa per l'infotainment e i servizi di bordo, e si caratterizza per gli estesi inserti in legno o alluminio. Un piccolo difetto è rappresentato dai tanti comandi raggruppati subito dietro la leva del cambio: essi servono a gestire la radio, l'eventuale navigatore e la risposta di sterzo, cambio, motore e sospensioni ma sono molto numerosi e costringono ad abbassare lo sguardo per trovare il comando giusto. I posti posteriori sono altrettanto comodi (anche grazie al clima quadrizona opzionale con cui ciascuno può crearsi il giusto ambiente), ma si viaggia bene in quattro, e meno in cinque, a causa del tunnel della trasmissione. Si registra un piccolo passo indietro rispetto alla precedente versione nel vano bagagli, non tanto per la sfruttabilità e la regolarità, e nemmeno per le ottime finiture, ma per la capienza inferiore (530 litri contro 546).

### Struttura, meccanica e motori
Le maggiori novità arrivano dal pianale utilizzato e dalla scocca: la quarta generazione della A6, infatti, è strutturalmente e tecnicamente imparentata con la prima generazione della A7, con cui condivide la piattaforma modulare MLB. Tale piattaforma era già stata utilizzata comunque anche per la A4 B8 grazie alle sue caratteristiche di ampia modularità, dalla quale ne eredita tutti i benefici a cominciare dall'avanzamento dell'asse anteriore ora disposto davanti al differenziale per un miglior bilanciamento dei pesi, da cui ne consegue un minor sbalzo anteriore. Da tale piattaforma ne riprende anche gli schemi delle sospensioni in alluminio, all'anteriore viene mantenuto il quadrilatero alto ad asse sterzante virtuale, la scatola dello sterzo ora si trova in basso davanti l'asse anteriore, al posteriore ritroviamo sempre un multilink a 4 bracci con trapezio inferiore ma riprogettato. La scocca è composta da acciai altoresistenziali, usati in spessori differenziati e modellati a caldo, e per il 20% in alluminio utilizzato strutturalmente per i montanti delle sospensioni anteriori, la culla del motore e le zone di assorbimento dietro i paraurti. Anche i parafanghi anteriori, il cofano motore, il cofano bagagli e le portiere, ma anche la zona della cappelliera e della paratia del portabagagli sono di alluminio. Estremamente curata l'aerodinamica sia dal punto di vista dell'efficienza (Cx: 0,26 con superficie frontale di 2,3 metri quadrati) sia di quello del comfort al cui miglioramento contribuisce anche il comportamento vibrazionale della scocca che, rispetto a una analoga tutta in acciaio, pesa il 15% in meno. L'impianto frenante era invece a dischi autoventilanti sulle quattro ruote, mentre lo sterzo era a cremagliera con servosterzo elettromeccanico.
Sono presenti novità anche sul fronte dei motori, forniti di Start&Stop. Al suo debutto a Detroit, l'auto può essere equipaggiata con le seguenti motorizzazioni, tutte alimentate ad iniezione diretta:
- 2.8 FSI: motore a benzina da 2773 cm3 e potenza massima di 204 CV;
- 3.0 TFSI: motore a benzina da 2995 cm3 sovralimentato mediante compressore volumetrico e con potenza massima di 300 CV;
- 2.0 TDI: motore turbodiesel common rail da 1968 cm3 con potenza massima di 177 CV;
- 3.0 TDI: motore turbodiesel common rail da 2967 cm3 declinato in due diversi livelli di potenza, ossia 204 CV e 245 CV.

La vettura riprende il classico schema Audi con motore anteriore longitudinale e trazione anteriore o integrale quattro. Sul fronte dei cambi disponibili non ci sono profonde novità: come nel modello precedente l'auto può essere equipaggiata con un cambio manuale a 6 marce, con il cambio a variazione continua di rapporto Multitronic (nelle versioni a trazione anteriore), con il cambio automatico tradizionale a convertitore di coppia Tiptronic (nelle versioni a trazione integrale) o con il cambio a doppia frizione S-Tronic (sempre nelle versioni a trazione integrale). E proprio il sistema di trazione integrale vede una significativa evoluzione, poiché la generazione C7 è la prima A6 a montare il sistema Torque Vectoring, che consiste nel montaggio di un nuovo differenziale posteriore sportivo a ruotismi sovrapposti in grado di ottimizzare la distribuzione della coppia motrice fra le due ruote dell'asse posteriore: è in grado di inviare quasi tutta la coppia motrice ad una sola ruota. La trazione integrale è prevista di serie con i motori 3.0 TFSI e 3.0 TDI, mentre è disponibile a richiesta in abbinamento al motore V6 da 2,8 litri e non è invece prevista per il motore 2.0 TDI. L'auto inoltre è all'avanguardia sul fronte della sicurezza, sia attiva che passiva: l'auto infatti ha guadagnato cinque stelle nel crash test dell'Euro NCAP ed è equipaggiata con 6 airbag, numerosi sistemi e controlli elettronici per la stabilità tra cui ABS e ESP, poggiatesta anteriori attivi, break warning, cinture di sicurezza anteriori e posteriori con pretensionatore, attacchi Isofix e sistema di controllo pressione pneumatici. Inoltre sono disponibili altri equipaggiamenti per la sicurezza come l'Adaptive light con regolazione continua della profondità dei fari, gli airbag laterali posteriori, i fari allo xeno o a LED e numerosi il sistema per assistenza al parcheggio.

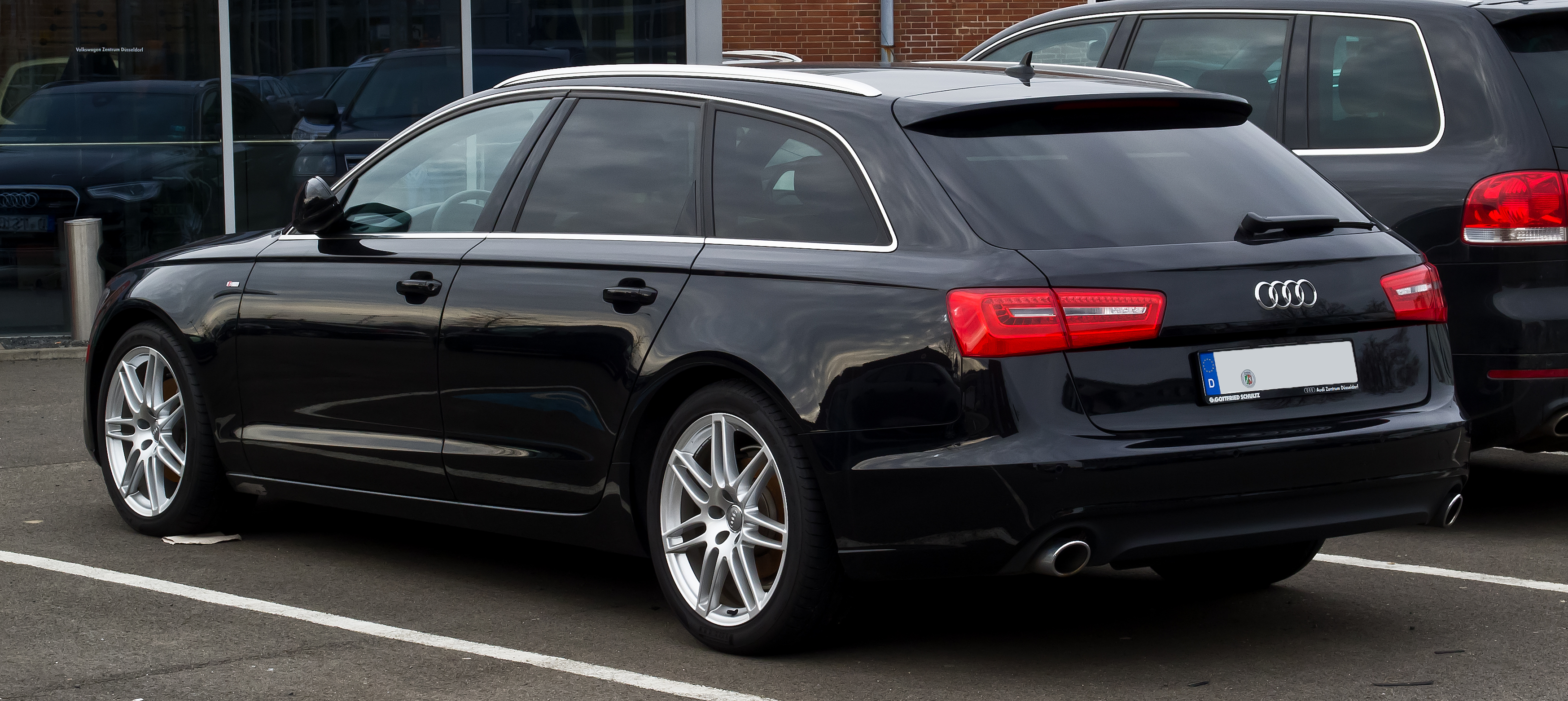
Vista posteriore di una A6 Avant di quarta generazione

## Evoluzione

### I primi anni
La produzione venne avviata come di consueto per le A6 nello stabilimento di Neckarsulm, in passato di proprietà della NSU. Nel mese di settembre del 2011 si ebbe il lancio commerciale della nuova A6 Avant, che mantenne grosso modo gli ingombri della precedente Avant, ma con la carrozzeria della nuova generazione, più moderna e grintosa. Essa presenta una coda molto sportiva, con il lunotto piuttosto inclinato e il tetto basso, simile tuttavia a quella del vecchio modello. La capacità del bagagliaio della nuova station wagon della casa dei quattro anelli era invariata a 565 litri rispetto al modello precedente se si mantenevano in posizione sia il divano posteriore che la cappelliera, mentre aumentava di 20 litri (da 1.660 a 1.680, per la precisione) rimuovendo entrambi. Il lancio della A6 Avant fu anche l'occasione per ampliare la gamma verso il basso con l'introduzione del nuovo motore 2.0 TFSI da 180 CV. Alla fine dello stesso anno, venne invece inserito in gamma il nuovo 3 litri a gasolio con doppia sovralimentazione e con potenza massima di 313 CV. Poche settimane dopo, e siamo già nel gennaio del 2012, vi furono altre significative novità, ossia l'arrivo della nuova versione per uso off-road, ossia la A6 Allroad. Su questa nuova versione fece il suo debutto il nuovo 3 litri a benzina da 310 CV, destinato in seguito ad essere impiegato anche nelle altre A6 e a sostituire la precedente unità di pari cilindrata da 300 CV. Altra novità del gennaio 2012 fu la prima A6 ibrida della storia. Tale versione era equipaggiata con un 2 litri turbo benzina da 211 CV, accoppiato ad un motore elettrico da 54 CV, per una potenza totale combinata di 245 CV. Sempre nel gennaio del 2012 venne introdotta anche la versione per uso off-road, ossia la A6 Allroad. Pochi mesi dopo, ormai in piena primavera, fece il suo debutto la S6 di nuova generazione, equipaggiata con un 4 litri V8 biturbo da 420 CV di potenza massima. A quel punto, per quasi un anno non vi furono altre novità di rilievo: fu infatti nel febbraio 2013 che venne introdotta in listino la top di gamma RS6, che sotto il cofano celava lo stesso V8 della S6, ma rielaborato in modo da arrivare ad erogare fino a 560 CV di potenza massima, leggermente meno della precedente RS6, ma con un più robusto apporto di coppia motrice. nell'autunno dello stesso anno, venne introdotto un nuovo motore 2.0 TDI con potenza massima di 136 CV, una versione economica della gamma A6 di quarta generazione. All'inizio del 2014 il 2.0 TDI da 177 CV venne portato a 190 CV e dotato del pacchetto ultra, comprendente particolari affinamenti sia al motore che alla carrozzeria, in maniera tale da ottimizzare sia la penetrazione aerodinamica, sia la riduzione di consumi ed emissioni.

### Restyling e fine carriera

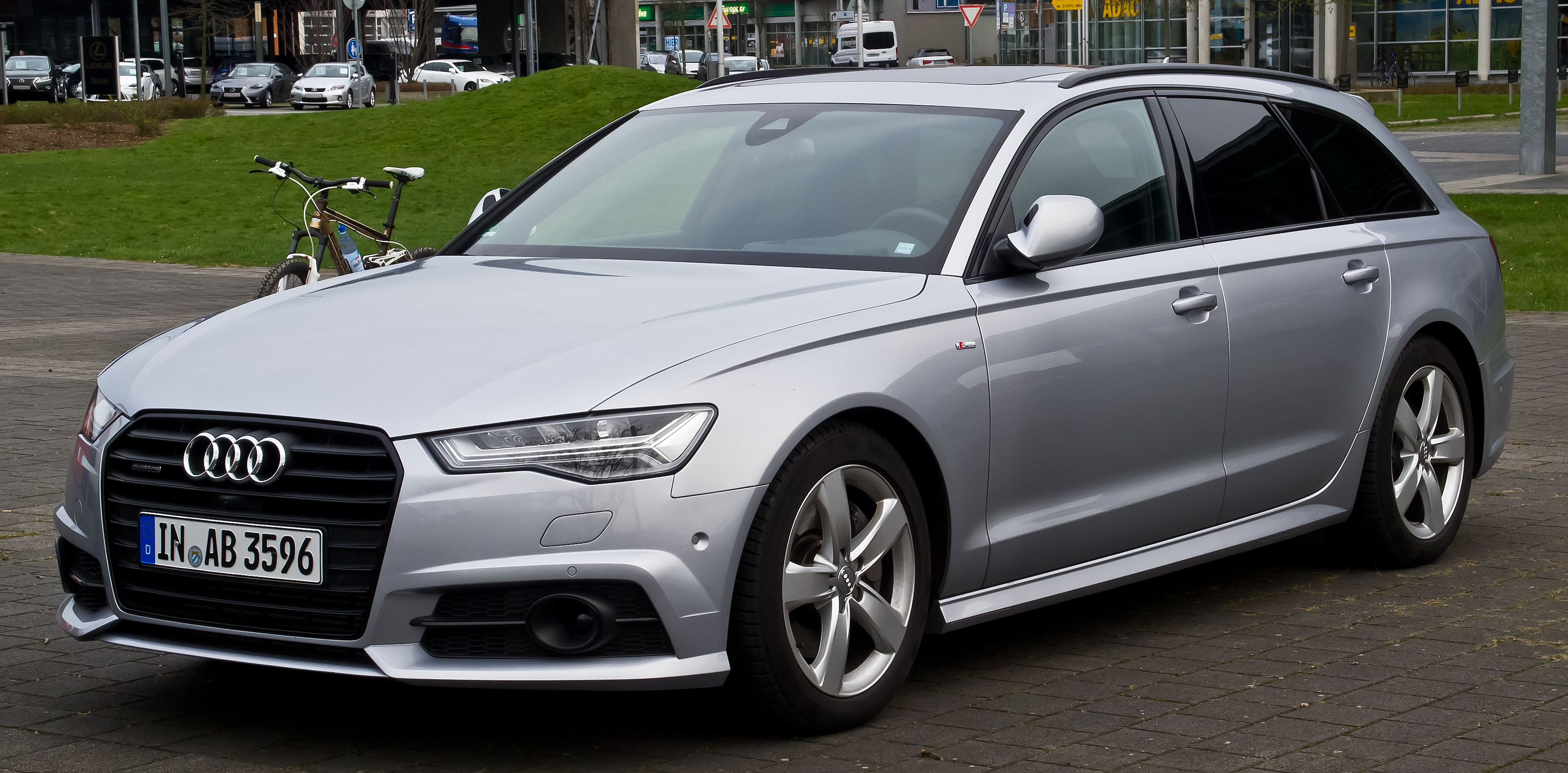
A6 C7 restyling

Al salone di Parigi del 2014 arrivò il restyling: l'aggiornamento coinvolse tutta la gamma e tutte le versioni e incluse modifiche di stile per la carrozzeria con fari riconoscibili dalla nuova trama interna modificata con disponibilità opzionale dei fari a matrice di LED, la griglia anteriore motore modificata con i bordi superiori più accentuati e smussati e con una trama a listelli orizzontali più spessa, paraurti sia anteriori e posteriori più squadrati e sagomati con gli scarichi dalla forma rettangolare integrati nel paraurti e fanali posteriori rivisti dalla tonalità brunita. All'interno, invece, le modifiche principali riguardarono il sistema di infotainment, rivisto con maggiori funzionalità. Miglioramenti vennero apportati anche per i motori che arrivarono a soddisfare tutti la norma antinquinamento Euro 6. I motori vennero ottimizzati per ottenere maggiori prestazioni e minori consumi di carburante. Così, il 2 litri a benzina da 180 CV venne sostituito da un nuovo motore da 1,8 litri, sempre sovralimentato con turbocompressore ed in grado di erogare 190 CV; venne invece pensionato il V6 da 2,8 litri, mentre il 3 litri con compressore passò a 333 CV di potenza massima. Analogamente, la S6 vide il proprio V8 passare da 420 a 450 CV. Sul fronte dei motori diesel, il 2 litri da 136 CV venne sostituito da un unico 2 litri da 150 CV di potenza massima, un motore dotato anch'esso di tecnologia ultra come la già presente unità di pari cilindrata da 190 CV introdotta pochi mesi prima del restyling. Ed ancora, i due 3.0 TDI da 204 e 245 CV vennero portati rispettivamente a 218 e 272 CV, mentre il 3.0 TDI biturbo vide la propria potenza salire da 313 a 320 CV. Non solo, ma contestualmente a quest'ultimo aggiornamento venne introdotta anche la versione 3.0 TDI Competition, in cui il motore, sempre con doppia sovralimentazione, venne portato a 326 CV. Unica eccezione in questa operazione di "pulizia" dei motori fu rappresentata dalla versione ibrida, che venne sostituita da una versione con motore endotermico, un meno ecologico 2.0 turbo benzina da 252 CV.
Da quel momento in poi non vi furono più particolari aggiornamenti alla gamma motori, se si esclude l'arrivo della RS6 Performance, lanciata nell'ottobre 2015 e con motore portato a 605 CV. Proprio in quell'autunno del 2015 scoppiò lo scandalo del dieselgate che coinvolse l'intero gruppo Volkswagen in merito alle irregolarità nell'omologazione dei motori diesel e all'utilizzo di software creati ad hoc per camuffare i reali dati relativi alle emissioni inquinanti. Tale evento portò ad un notevole rallentamento nella tabella di marcia dei programmi dei marchi del colosso tedesco. Si arrivò così al termine della produzione della A6 C7, avvenuta tra il febbraio e l'aprile del 2018. La versione Allroad resistette per qualche altro mese prima di abbandonare i listini alla fine di quell'estate.

### Audi S6

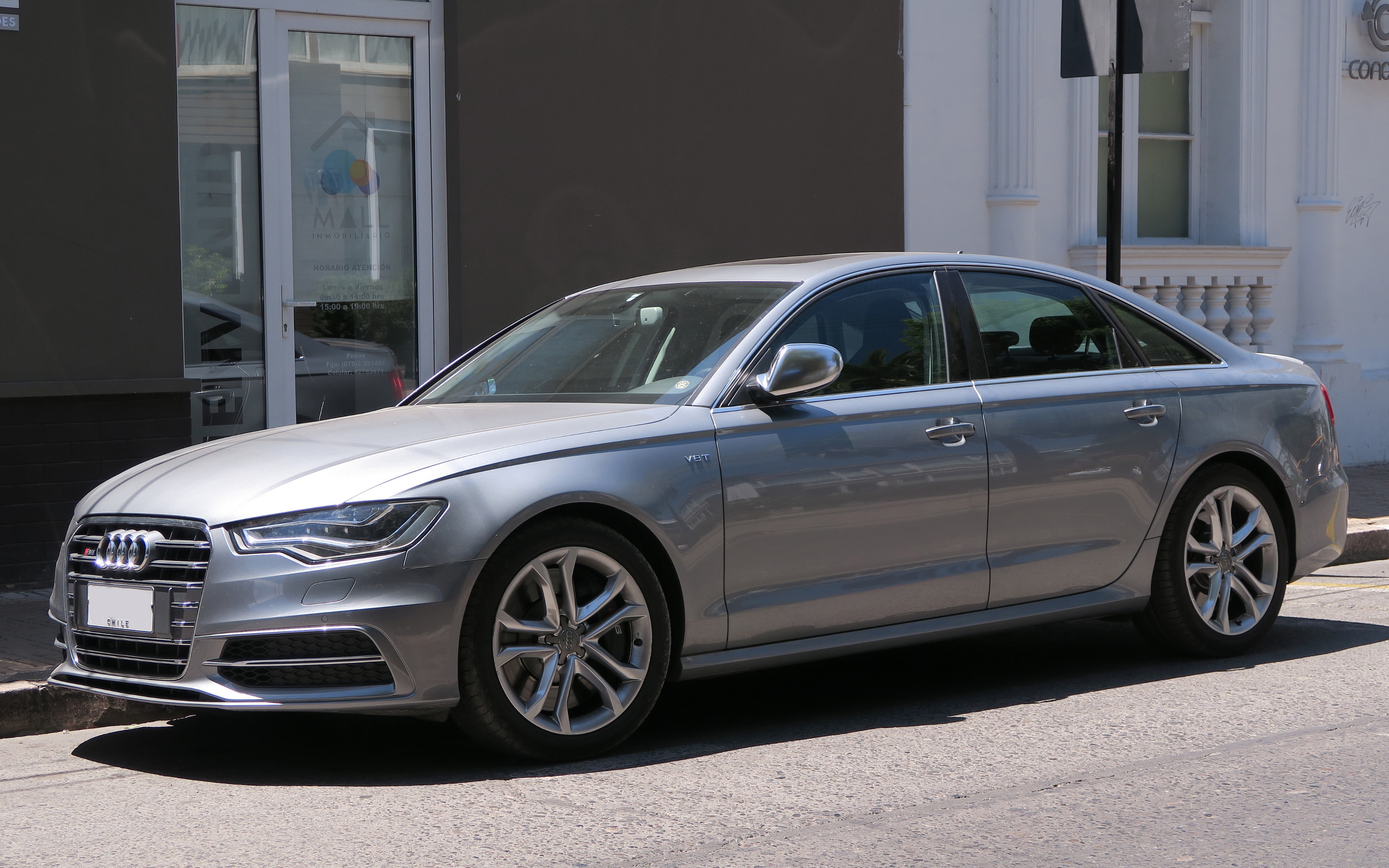
S6

La nuova S6 della generazione C7 venne presentata al Salone di Francoforte del 2011, ma la commercializzazione venne avviata solo nel mese di aprile dell'anno seguente. Si tratta della prima S6 con motore sovralimentato: sotto al cofano troviamo infatti un nuovo V8 da 3993 cm3 dotato fra l'altro di ben due turbocompressori e due intercooler, quindi non una sovralimentazione semplice, bensì una doppia sovralimentazione. Tale motore riusciva ad erogare una potenza massima di 420 CV, leggermente inferiore a quella della precedente S6, che invece era spinta da un V10 aspirato di origine Lamborghini, ma leggermente migliore quanto ad erogazione di coppia motrice (550 Nm anziché 540). Tale motore, oltre ad essere più leggero e moderno, permetteva anche una sensibile riduzione dei costi di progettazione e sviluppo, tanto da poter mettere in vendita la vettura ad un prezzo di circa 10.000 euro più basso. Non solo, ma grazie alla possibilità di disattivare ben quattro degli otto cilindri, la vettura riusciva ad essere anche meno assetata di benzina, assicurando secondo il costruttore tedesco un risparmio di carburante pari al 25% rispetto a prima. Come sempre, la trazione era integrale, mentre il cambio era un doppia frizione a 7 rapporti. La S6 del 2012 venne progettata concentrandosi sul fattore sobrietà, non solo in termini di consumi, ma anche in termini di stile. In questo nuovo modello, infatti, i contenuti stilistici si fecero più discreti, tanto da rendere minime le differenze tra la S6 stessa e le altre A6 della stessa gamma. Almeno, finché non si osservava la parte posteriore, giacché sotto il paraurti erano ancora chiaramente visibili i quattro terminali di scarico. Anche nell'abitacolo, le differenze con le altre A6 erano limitate al volante con cuciture a contrasto e alla pedaliera con inserti in metallo. In ogni caso, anche stavolta la S6 venne proposta sia come berlina che come station wagon.
Dopo il restyling del settembre 2014, la S6 subì anche aggiornamenti al motore, oltre che stilistici. Per questo, il V8 da 4 litri venne rivisitato e portato a 450 CV di potenza massima, con uno scatto da 0 a 100 km/h copribile in 4"4 anziché in 4"6. La produzione della S6 d quarta generazione terminò nel marzo del 2018, con le ultime consegne che si ebbero nel mese di maggio dello stesso anno.

### Audi RS6

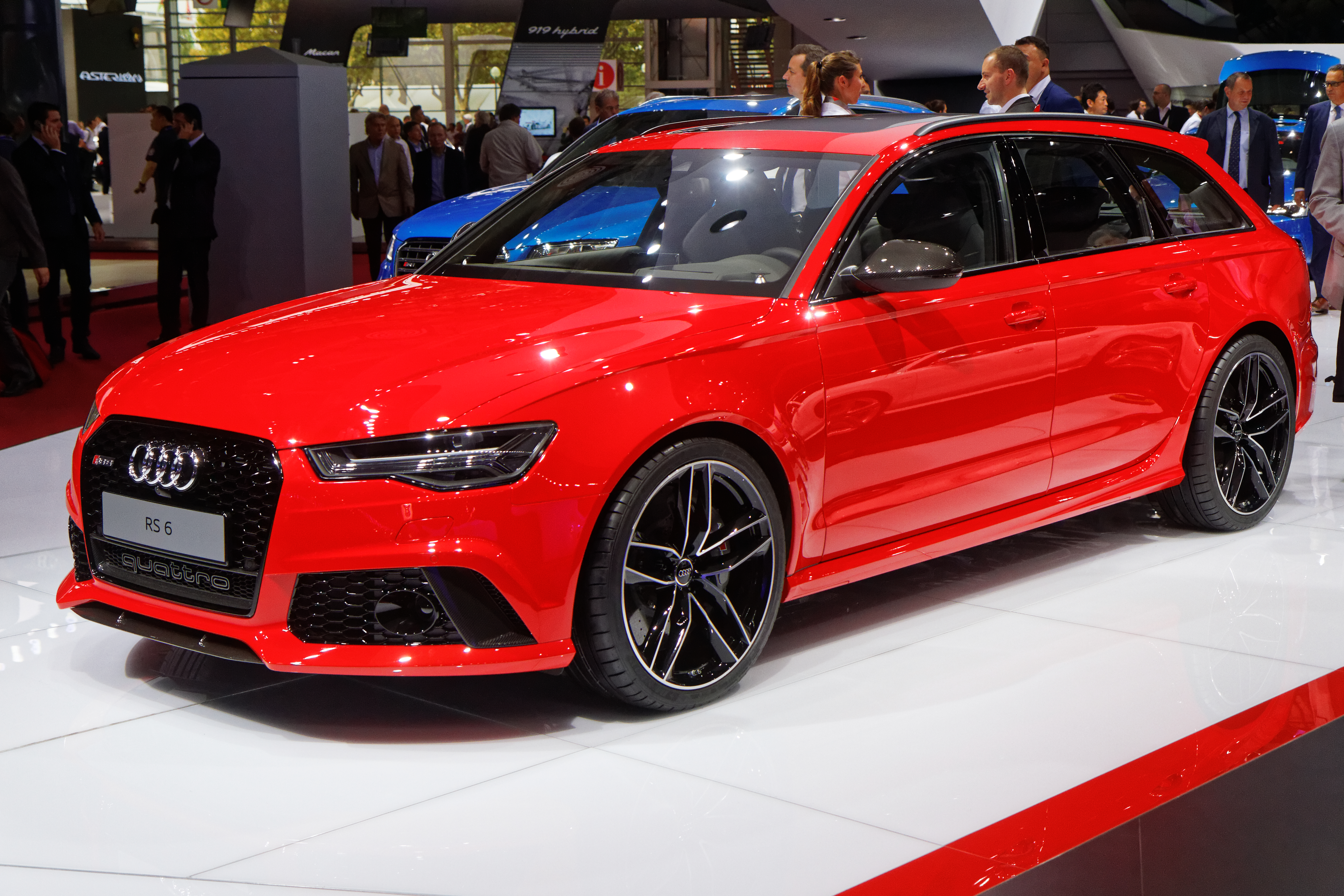
RS6 di quarta generazione

A differenza delle precedenti RS6, la versione di punta della gamma A6 C7 fu la prima RS6 ad essere proposta esclusivamente con carrozzeria station wagon. Questo perché non si volle rischiare di rubare clienti alla neonata RS7, nuova versione di punta della gamma A7 nata sulla medesima base meccanica della RS6. Rispetto alla contemporanea S6, le differenze stilistiche si fecero più marcate: per ospitare i grossi cerchi da 20 pollici con pneumatici 275/35 (o a richiesta gli ancor più imponenti cerchi da 21 pollici con pneumatici da 285/30) vennero necessariamente allargati i parafanghi, stavolta ben più visibili nonostante la maggior larghezza della scocca di base. Come nelle precedenti RS6, vennero comunque mantenuti anche altri temi stilistici, come la mascherina anteriore verniciata in nero, i due terminali di scarico ovali di grosso diametro e i paraurti dalle prese d'aria maggiorate rispetto agli altri modelli della gamma. Il "cuore" della nuova RS6 derivò da quello della S6, di cui mantenne la cilindrata, la doppia sovralimentazione e il sistema di disattivazione di quattro dei suoi otto cilindri. La potenza massima, però, lievitò a 560 CV, 20 in meno rispetto alla precedente RS6 con motore V10, ma con un più generoso apporto di coppia motrice, pari a 700 Nm contro i 650 Nm del precedente modello. Grazie ad un peso ridotto di circa 100 kg rispetto alla precedente RS6, le prestazioni si fecero comunque più estreme, non tanto per la velocità massima, autolimitata a 250 orari (comunque estendibili a 280 o addirittura a 305 km/h mediante l'acquisto di appositi pacchetti previsti nella lista optional), quanto per il dato relativo all'accelerazione da 0 a 100 km/h, per il quale la casa di Ingolstadt dichiarò appena 3,9 secondi. Anche in questo caso, la trazione era sulle quattro ruote, mentre la trasmissione della coppia motrice era affidata ad un cambio automatico ad 8 rapporti.

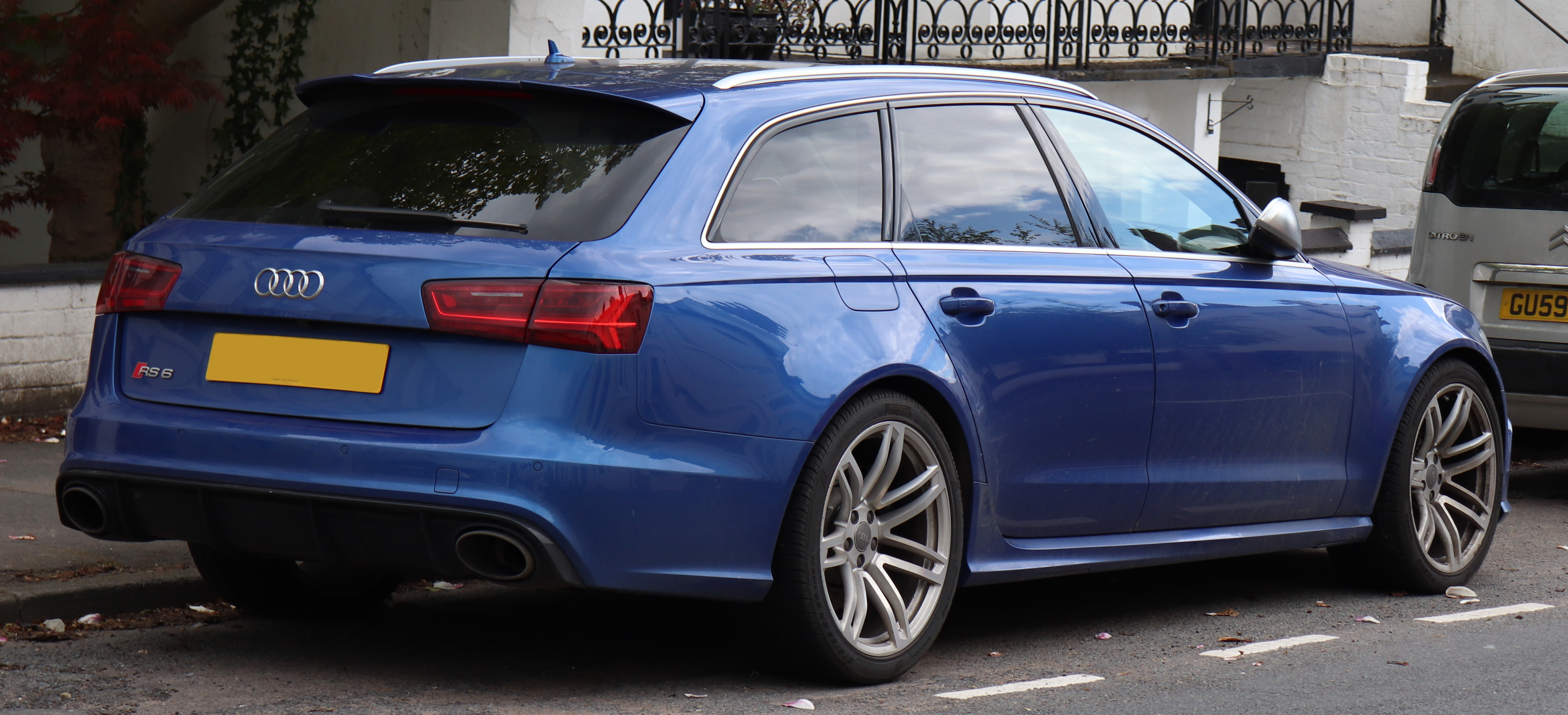
RS6 di quarta generazione

La produzione della RS6 C7 venne avviata nel febbraio del 2013, ma le prime consegne non si ebbero che nel corso dell'estate dello stesso anno. A questa versione "normale" venne affiancata nel 2015 anche la RS6 Performance, esternamente riconoscibile per i cerchi da 21 pollici e per gli pneumatici 285/30 compresi nel corredo di serie e che nella RS6 appena descritta erano solo optional. La principale differenza fra le due RS6 stava nel motore, che in quest'ultima RS6 era stato portato a 605 CV di potenza massima, cosicché per passare da 0 a 100 km/h bastavano solo 3,7 secondi, mentre l'allungo massimo di 250 km/h autolimitati poteva anche in questo caso essere esteso a 280 o a 305 km/h. La produzione della RS6 cessò nell'aprile 2018.

### Audi A6 Allroad

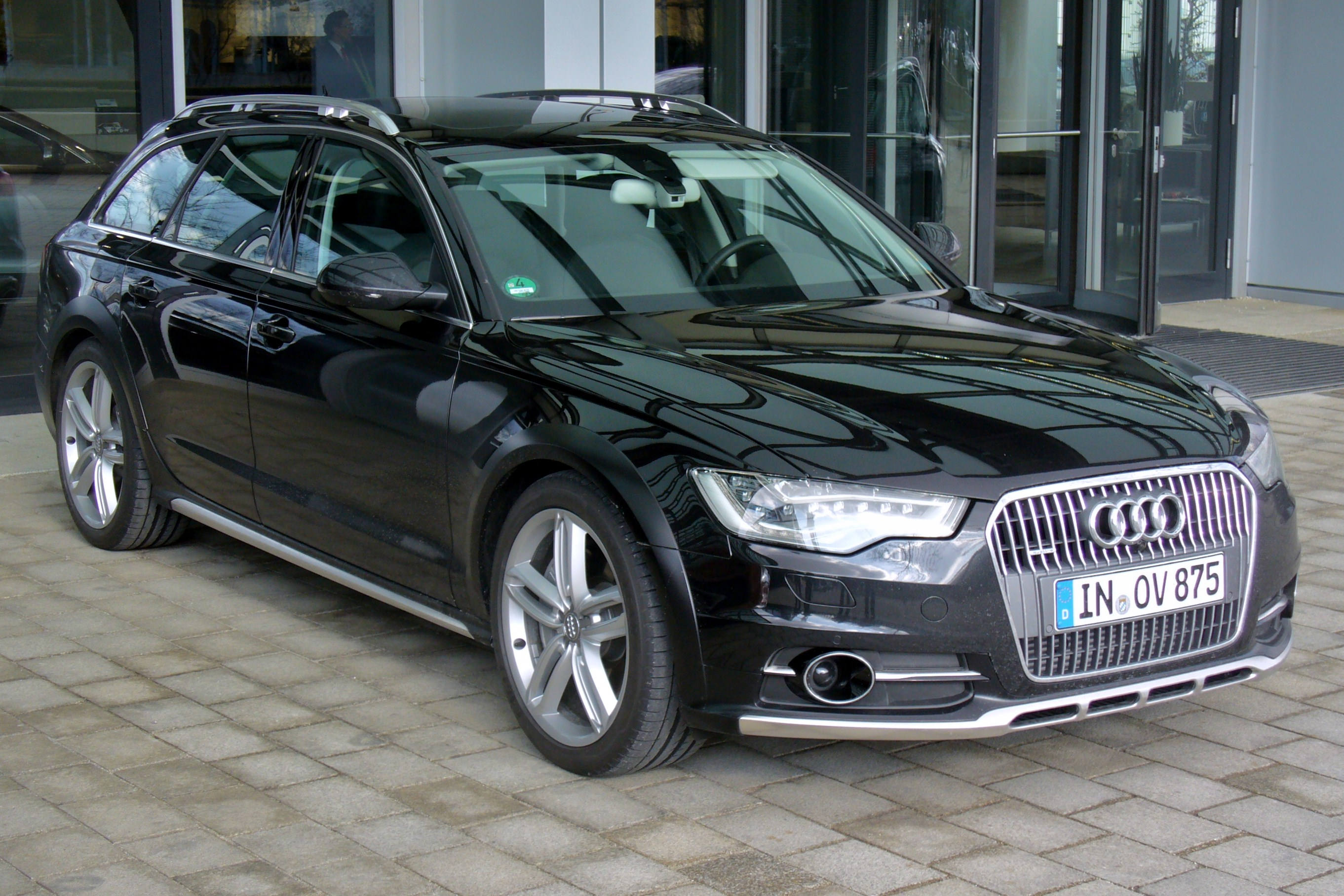
A6 Allroad

La A6 Allroad ripropose in chiave più moderna il concetto di station wagon integrale utilizzabile anche per il fuoristrada medio e leggero, riconfermando fra l'altro la soluzione delle sospensioni pneumatiche regolabili sia elettronicamente che manualmente: alle alte velocità, il corpo vettura si abbassava di 15 mm, mentre era possibile alzare la vettura di 35 mm premendo un pulsante quando ci si apprestava ad affrontare fondi stradali sterrati o addirittura di altri 10 mm nel caso di percorsi più impervi. L'impatto estetico era sempre quello proposto dalle precedenti A6 Allroad, quindi con in serti in plastica non verniciata su sottoparaurti, sottoporta e archi passaruota, oltre alle barre portatutti sul tetto. Come nelle altre Allroad precedenti, era specifica anche la calandra cromata. 

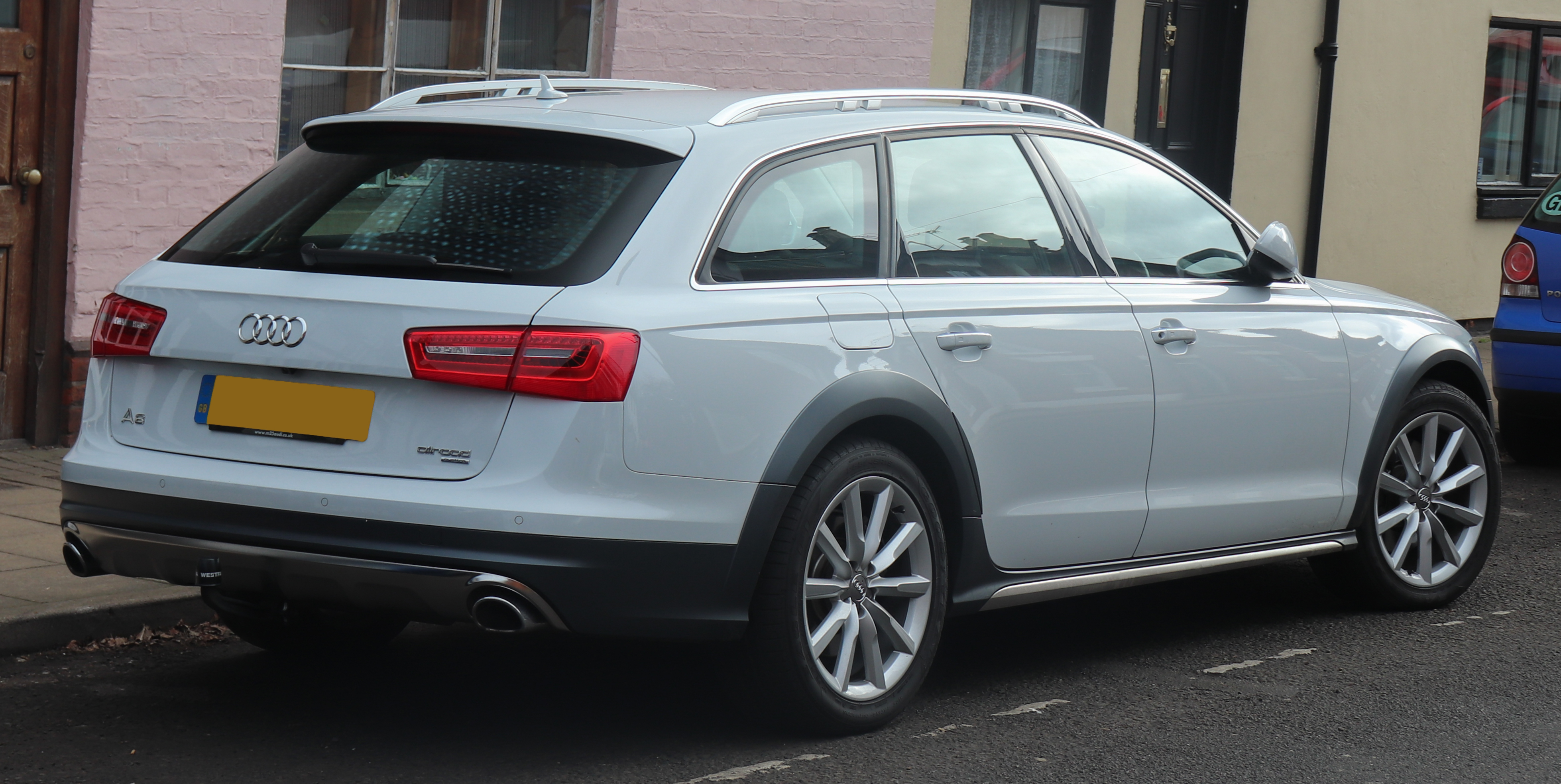
A6 Allroad

Al suo debutto, la A6 Allroad venne proposta in quattro motorizzazioni, di cui una sola a benzina e le altre tre a gasolio. Il motore a benzina era il 3 litri con compressore volumetrico e potenza massima da 310 CV che proprio in quel periodo debuttò nella gamma A6, specificamente per la Allroad e che solo alcuni mesi dopo venne esteso anche alle altre varianti di carrozzeria. I tre motori a gasolio erano basati tutti sul 3 litri TDI ed erogavano 204, 245 e 313 CV. Quest'ultimo livello di potenza era ovviamente, come già detto, la variante biturbo. Da quel momento, l'evoluzione della gamma Allroad seguì quella del resto della gamma A6, anche se limitatamente alle motorizzazioni ad essa riservate. L'unica novità inedita fu l'arrivo di un motore 3.0 TDI depotenziato a 190 CV, che andò ad estenere verso il basso la gamma motori. La produzione della A6 Allroad C7 terminò nell'agosto del 2018.

### Audi A6 Hybrid

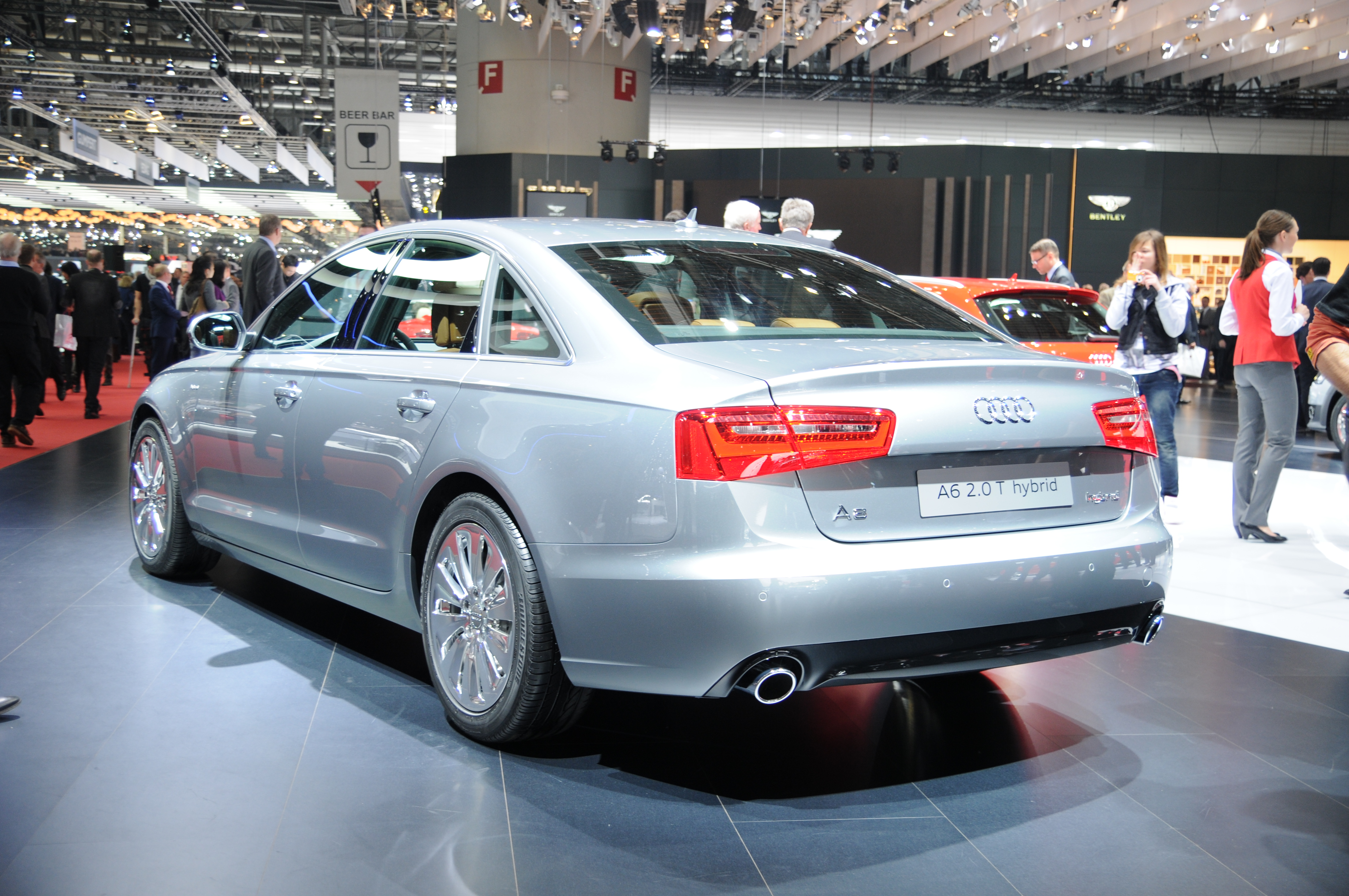
Un'Audi A6 Hybrid

Assieme alla A6 Allroad, nel gennaio 2012 debuttò anche la A6 Hybrid, capostipite di quel tipo di tecnologia che in futuro, già nella generazione successiva, si estenderà a tutte le versioni della gamma, ognuna con il proprio livello di potenza. La A6 Hybrid accoppiava il motore 2.0 TFSI da 211 CV con un motore elettrico da 54 CV. La potenza massima combinata dell'intero sistema era di 245 CV: a basse velocità o in manovra, era solo il motore elettrico a spingere la vettura, mentre ad andature più sostenute entrava in funzione anche il motore termico. Quest'ultimo poteva essere escluso dal conducente lasciando quindi campo libero alla sola unità elettrica. Il 2 litri turbo a benzina ricevette alcune modifiche per potersi meglio interfacciare con l'unità elettrica e per poter sopperire ad alcune funzionalità aggiuntive data la particolare natura tecnica della vettura. Tra queste, vi fu l'eliminazione dell'alternatore, le cui funzioni venivano espletate già dalla motore elettrico, mentre la pompa dell'olio viene lasciata in funzione anche durante quei periodi, brevi o lunghi che siano, in cui il motore termico non è in funzione. Il motore elettrico era alimentato da una batteria agli ioni di litio da 1,3 kWh. La A6 Hybrid era in grado di raggiungere una velocità massima di 240 km/h con entrambi i motori in funzione, mentre con il solo motore elettrico si raggiungeva un allungo di 100 km/h ed un'autonomia di 3 km viaggiando ad una velocità costante di 60 km/h. Data la presenza del pacco batterie, la A6 Hybrid accusava un sensibile calo nel valore di capacità del bagagliaio, che era di appena 320 litri in configurazione berlina, la sola prevista per la A6 Hybrid, estendibili a 670 litri abbattendo lo schienale posteriore. Alla fine dell'estate 2014, la produzione della A6 Hybrid cessò.

## Riepilogo caratteristiche
Di seguito vengono riepilogate le caratteristiche relative alle varie versioni costituenti la gamma della quarta generazione dell'Audi A6 nei mercati europei:
| Audi A6 C7 (2011-18)        |               |                                 |            |                                                                                               |                |                |           |                            |                    |              |                     |                    |                       |                    |
| Modello                     | Carrozzeria   | Motore                          | Cilindrata | Alimentazione                                                                                 | Potenza CV/rpm | Coppia Nm/rpm  | Trazione  | Cambio/ N°rapporti         | Massa a vuoto (kg) | Velocità max | Acceler. 0–100 km/h | Consumo (l/100 km) | Emissioni CO2/ (g/km) | Anni di produzione |
| Versioni a benzina          |               |                                 |            |                                                                                               |                |                |           |                            |                    |              |                     |                    |                       |                    |
| 1.8 TFSI                    | berlina       | EA888 (CYGA)                    | 1798       | Iniezione diretta, turbocompressore, intercooler                                              | 190/ 4200-6200 | 320/ 1400-4100 | Anteriore | Manuale 6 marce            | 1.460              | 233          | 7"9                 | 5,9                | 138                   | 09/2014-02/2018    |
| 1.8 TFSI                    | station wagon | EA888 (CYGA)                    | 1798       | Iniezione diretta, turbocompressore, intercooler                                              | 190/ 4200-6200 | 320/ 1400-4100 | Anteriore | Manuale 6 marce            | 1.525              | 226          | 8"2                 | 6,2                | 144                   | 09/2014-04/2018    |
| 2.0 TFSI                    | berlina       | EA888 (CDNB)                    | 1984       | Iniezione diretta, turbocompressore, intercooler                                              | 180/ 4000-6000 | 320/ 1500-3900 | Anteriore | Manuale 6 marce            | 1.465              | 232          | 8"1                 | 6,5                | 151                   | 10/2011-09/2014    |
| 2.0 TFSI                    | station wagon | EA888 (CDNB)                    | 1984       | Iniezione diretta, turbocompressore, intercooler                                              | 180/ 4000-6000 | 320/ 1500-3900 | Anteriore | Manuale 6 marce            | 1.530              | 224          | 8"4                 | 6,6                | 154                   | 10/2011-09/2014    |
| 2.0 TFSI                    | berlina       | EA888 (CYNB, CYPA)              | 1984       | Iniezione diretta, turbocompressore, intercooler                                              | 252/ 4900-5900 | 370/ 1600-4700 | Anteriore | Doppia frizione 7 rapporti | 1.520              | 250          | 6"7                 | 5,9                | 137                   | 09/2014-02/2018    |
| 2.0 TFSI                    | station wagon | EA888 (CYNB, CYPA)              | 1984       | Iniezione diretta, turbocompressore, intercooler                                              | 252/ 4900-5900 | 370/ 1600-4700 | Anteriore | Doppia frizione 7 rapporti | 1.585              | 250          | 6"9                 | 6                  | 140                   | 09/2018-04/2018    |
| 2.0 TFSI quattro            | berlina       | EA888 (CYNB, CYPA)              | 1984       | Iniezione diretta, turbocompressore, intercooler                                              | 252/ 4900-5900 | 370/ 1600-4700 | Integrale | Doppia frizione 7 rapporti | 1.585              | 250          | 6"5                 | 6,7                | 153                   | 09/2014-02/2018    |
| 2.0 TFSI quattro            | station wagon | EA888 (CYNB, CYPA)              | 1984       | Iniezione diretta, turbocompressore, intercooler                                              | 252/ 4900-5900 | 370/ 1600-4700 | Integrale | Doppia frizione 7 rapporti | 1.650              | 250          | 6"7                 | 6,9                | 159                   | 09/2014-04/2018    |
| 2.8 FSI                     | berlina       | CHVA                            | 2773       | Iniezione diretta                                                                             | 204/ 5250-6250 | 280/ 3000-5000 | Anteriore | Manuale 6 marce            | 1.495              | 242          | 7"9                 | 7,7                | 177                   | 12/2010-09/2014    |
| 2.8 FSI                     | station wagon | CHVA                            | 2773       | Iniezione diretta                                                                             | 204/ 5250-6250 | 280/ 3000-5000 | Anteriore | Manuale 6 marce            | 1.555              | 232          | 8"1                 | 7,7                | 177                   | 09/2011-09/2014    |
| 2.8 FSI quattro             | berlina       | CHVA                            | 2773       | Iniezione diretta                                                                             | 204/ 5250-6250 | 280/ 3000-5000 | Integrale | Doppia frizione 7 rapporti | 1.605              | 240          | 8"1                 | 8                  | 187                   | 12/2010-09/2014    |
| 2.8 FSI quattro             | station wagon | CHVA                            | 2773       | Iniezione diretta                                                                             | 204/ 5250-6250 | 280/ 3000-5000 | Integrale | Doppia frizione 7 rapporti | 1.655              | 230          | 8"3                 | 8                  | 187                   | 09/2011-09/2014    |
| 3.0 TFSI quattro            | berlina       | CGWB                            | 2995       | Iniezione diretta, compressore volumetrico e due intercooler                                  | 300/ 5250-6500 | 440/ 2900-4500 | Integrale | Doppia frizione 7 rapporti | 1.665              | 250          | 5"5                 | 8,2                | 190                   | 12/2010-04/2012    |
| 3.0 TFSI quattro            | station wagon | CGWB                            | 2995       | Iniezione diretta, compressore volumetrico e due intercooler                                  | 300/ 5250-6500 | 440/ 2900-4500 | Integrale | Doppia frizione 7 rapporti | 1.715              | 250          | 5"6                 | 8,2                | 190                   | 09/2011-04/2012    |
| 3.0 TFSI quattro            | berlina       | CGWD, CGXB                      | 2995       | Iniezione diretta, compressore volumetrico e due intercooler                                  | 310/ 5500-6500 | 440/ 2900-4500 | Integrale | Doppia frizione 7 rapporti | 1.665              | 250          | 5"5                 | 8,2                | 190                   | 04/2012-09/2014    |
| 3.0 TFSI quattro            | station wagon | CGWD, CGXB                      | 2995       | Iniezione diretta, compressore volumetrico e due intercooler                                  | 310/ 5500-6500 | 440/ 2900-4500 | Integrale | Doppia frizione 7 rapporti | 1.715              | 250          | 5"6                 | 8,2                | 190                   | 04/2012-09/2014    |
| 3.0 TFSI quattro            | Allroad       | CGWD, CGXB                      | 2995       | Iniezione diretta, compressore volumetrico e due intercooler                                  | 310/ 5500-6500 | 440/ 2900-4500 | Integrale | Doppia frizione 7 rapporti | 1.780              | 250          | 5"9                 | 8,9                | 206                   | 01/2012-09/2014    |
| 3.0 TFSI quattro            | berlina       | CREC                            | 2995       | Iniezione diretta, compressore volumetrico e due intercooler                                  | 333/ 5300-6500 | 440/ 2900-5300 | Integrale | Doppia frizione 7 rapporti | 1.675              | 250          | 5"1                 | 7,4                | 172                   | 09/2014-02/2018    |
| 3.0 TFSI quattro            | station wagon | CREC                            | 2995       | Iniezione diretta, compressore volumetrico e due intercooler                                  | 333/ 5300-6500 | 440/ 2900-5300 | Integrale | Doppia frizione 7 rapporti | 1.740              | 250          | 5"3                 | 7,6                | 177                   | 09/2014-04/2018    |
| 3.0 TFSI quattro            | Allroad       | CREC                            | 2995       | Iniezione diretta, compressore volumetrico e due intercooler                                  | 333/ 5300-6500 | 440/ 2900-5300 | Integrale | Doppia frizione 7 rapporti | 1.795              | 250          | 5"8                 | 8                  | 185                   | 09/2014-04/2016    |
| S6                          | berlina       | CEUC                            | 3993       | Iniezione diretta, due turbocompressori e due intercooler                                     | 420/ 5500-6400 | 550/ 1400-5200 | Integrale | Doppia frizione 7 rapporti | 1.895              | 250          | 4"6                 | 9,6                | 225                   | 04/2012-09/2014    |
| S6                          | station wagon | CEUC                            | 3993       | Iniezione diretta, due turbocompressori e due intercooler                                     | 420/ 5500-6400 | 550/ 1400-5200 | Integrale | Doppia frizione 7 rapporti | 1.950              | 250          | 4"7                 | 9,7                | 226                   | 04/2012-09/2014    |
| S6                          | berlina       | CTGE                            | 3993       | Iniezione diretta, due turbocompressori e due intercooler                                     | 450/ 5800-6400 | 550/ 1400-5700 | Integrale | Doppia frizione 7 rapporti | 1.895              | 250          | 4"6                 | 9,2                | 214                   | 09/2014-02/2018    |
| S6                          | station wagon | CTGE                            | 3993       | Iniezione diretta, due turbocompressori e due intercooler                                     | 450/ 5800-6400 | 550/ 1400-5700 | Integrale | Doppia frizione 7 rapporti | 1.950              | 250          | 4"6                 | 9,4                | 219                   | 09/2014-04/2018    |
| RS6                         | station wagon | CRDB                            | 3993       | Iniezione diretta, due turbocompressori e due intercooler                                     | 560/ 5700-6600 | 700/ 1750-5500 | Integrale | Automatico 8 rapporti      | 1.950              | 250          | 3"9                 | 9,6                | 223                   | 02/2013-04/2018    |
| RS6 Performance             | station wagon | CWUC                            | 3993       | Iniezione diretta, due turbocompressori e due intercooler                                     | 605/ 6100-6800 | 700/ 1750-6000 | Integrale | Automatico 8 rapporti      | 1.950              | 250          | 3"7                 | 9,6                | 223                   | 10/2015-04/2018    |
| Versioni diesel             |               |                                 |            |                                                                                               |                |                |           |                            |                    |              |                     |                    |                       |                    |
| 2.0 TDI (136cv)             | berlina       | EA189 (CSUE, CGLE)              | 1968       | Turbodiesel iniezione diretta common rail                                                     | 136/4200       | 350/ 1750-2500 | Anteriore | Manuale 6 marce            | 1.500              | 209          | 10"3                | 4,9                | 129                   | 10/2013-09/2014    |
| 2.0 TDI (136cv)             | station wagon | EA189 (CSUE, CGLE)              | 1968       | Turbodiesel iniezione diretta common rail                                                     | 136/4200       | 350/ 1750-2500 | Anteriore | Manuale 6 marce            | 1.565              | 204          | 10"6                | 5                  | 132                   | 10/2013-09/2014    |
| 2.0 TDI ultra (150cv)       | berlina       | EA189 (CSUD)                    | 1968       | Turbodiesel iniezione diretta common rail                                                     | 150/3000-4200  | 350/ 1500-3000 | Anteriore | Manuale 6 marce            | 1.550              | 214          | 9"5                 | 4,3                | 114                   | 09/2014-02/2018    |
| 2.0 TDI ultra (150cv)       | station wagon | EA189 (CSUD)                    | 1968       | Turbodiesel iniezione diretta common rail                                                     | 150/3000-4200  | 350/ 1500-3000 | Anteriore | Manuale 6 marce            | 1.615              | 209          | 9"8                 | 4,5                | 117                   | 09/2014-04/2018    |
| 2.0 TDI (177cv)             | berlina       | EA189 (CMGB, CGLC)              | 1968       | Turbodiesel iniezione diretta common rail                                                     | 177/4200       | 380/ 1750-2500 | Anteriore | Manuale 6 marce            | 1.500              | 228          | 8"7                 | 4,9                | 129                   | 01/2011-02/2014    |
| 2.0 TDI (177cv)             | station wagon | EA189 (CMGB, CGLC)              | 1968       | Turbodiesel iniezione diretta common rail                                                     | 177/4200       | 380/ 1750-2500 | Anteriore | Manuale 6 marce            | 1.565              | 222          | 9                   | 5                  | 132                   | 09/2011-02/2014    |
| 2.0 TDI ultra (190cv)       | berlina       | EA189 (CNHA, DDDA)              | 1968       | Turbodiesel iniezione diretta common rail                                                     | 190/3800-4200  | 400/ 1750-3000 | Anteriore | Manuale 6 marce            | 1.550              | 232          | 8"4                 | 4,4                | 114                   | 02/2014-02/2018    |
| 2.0 TDI ultra (190cv)       | station wagon | EA189 (CNHA, DDDA)              | 1968       | Turbodiesel iniezione diretta common rail                                                     | 190/3800-4200  | 400/ 1750-3000 | Anteriore | Manuale 6 marce            | 1.615              | 226          | 8"7                 | 4,5                | 118                   | 02/2014-04/2018    |
| 2.0 TDI ultra quattro       | berlina       | EA189 (CNHA, DDDA)              | 1968       | Turbodiesel iniezione diretta common rail                                                     | 190/3800-4200  | 400/ 1750-3000 | Integrale | Doppia frizione 7 rapporti | 1.670              | 230          | 7"7                 | 4,9                | 128                   | 12/2015-02/2018    |
| 2.0 TDI ultra quattro       | station wagon | EA189 (CNHA, DDDA)              | 1968       | Turbodiesel iniezione diretta common rail                                                     | 190/3800-4200  | 400/ 1750-3000 | Integrale | Doppia frizione 7 rapporti | 1.735              | 224          | 7"9                 | 5,1                | 133                   | 12/2015-04/2018    |
| 3.0 TDI                     | berlina       | EA897 (CLAA, CLAB)              | 2967       | Turbodiesel iniezione diretta common rail                                                     | 204/ 3750-4500 | 400/ 1250-3500 | Anteriore | Manuale 6 marce            | 1.645              | 242          | 7"6                 | 5,3                | 139                   | 12/2010-09/2014    |
| 3.0 TDI                     | station wagon | EA897 (CLAA, CLAB)              | 2967       | Turbodiesel iniezione diretta common rail                                                     | 204/ 3750-4500 | 400/ 1250-3500 | Anteriore | Manuale 6 marce            | 1.690              | 232          | 7"9                 | 5,3                | 139                   | 09/2011-09/2014    |
| 3.0 TDI                     | berlina       | EA897 (CZVA, CZVB)              | 2967       | Turbodiesel iniezione diretta common rail                                                     | 218/ 4000-4750 | 400/ 1250-3750 | Anteriore | Doppia frizione 7 rapporti | 1.695              | 245          | 7"1                 | 4,4                | 115                   | 09/2014-07/2017    |
| 3.0 TDI                     | station wagon | EA897 (CZVA, CZVB)              | 2967       | Turbodiesel iniezione diretta common rail                                                     | 218/ 4000-4750 | 400/ 1250-3750 | Anteriore | Doppia frizione 7 rapporti | 1.760              | 234          | 7"3                 | 4,6                | 119                   | 09/2014-07/2017    |
| 3.0 TDI quattro             | Allroad       | EA897 (CZVF)                    | 2967       | Turbodiesel iniezione diretta common rail                                                     | 190/ 2750-5000 | 500/ 1250-2500 | Integrale | Doppia frizione 7 rapporti | 1.890              | 221          | 7"9                 | 5,5                | 145                   | 10/2015-05/2018    |
| 3.0 TDI quattro             | berlina       | EA897 (CLAA, CLAB)              | 2967       | Turbodiesel iniezione diretta common rail                                                     | 204/ 3750-4500 | 400/ 1250-3500 | Integrale | Doppia frizione 7 rapporti | 1.720              | 240          | 7"0                 | 5,7                | 149                   | 04/2011-09/2014    |
| 3.0 TDI quattro             | station wagon | EA897 (CLAA, CLAB)              | 2967       | Turbodiesel iniezione diretta common rail                                                     | 204/ 3750-4500 | 400/ 1250-3500 | Integrale | Doppia frizione 7 rapporti | 1.790              | 230          | 7"2                 | 5,8                | 152                   | 09/2011-09/2014    |
| 3.0 TDI quattro             | Allroad       | EA897 (CLAA, CLAB)              | 2967       | Turbodiesel iniezione diretta common rail                                                     | 204/ 3750-4500 | 400/ 1250-3500 | Integrale | Doppia frizione 7 rapporti | 1.855              | 223          | 7"5                 | 6,1                | 159                   | 01/2012-09/2014    |
| 3.0 TDI quattro             | berlina       | EA897 (CRTE)                    | 2967       | Turbodiesel iniezione diretta common rail                                                     | 218/ 4000-4750 | 400/ 1250-3750 | Integrale | Doppia frizione 7 rapporti | 1.765              | 245          | 6"6                 | 5                  | 132                   | 09/2014-02/2018    |
| 3.0 TDI quattro             | station wagon | EA897 (CRTE)                    | 2967       | Turbodiesel iniezione diretta common rail                                                     | 218/ 4000-4750 | 400/ 1250-3750 | Integrale | Doppia frizione 7 rapporti | 1.830              | 234          | 6"8                 | 5,3                | 138                   | 09/2014-04/2018    |
| 3.0 TDI quattro             | Allroad       | EA897 (CRTE)                    | 2967       | Turbodiesel iniezione diretta common rail                                                     | 218/ 4000-4750 | 400/ 1250-3750 | Integrale | Doppia frizione 7 rapporti | 1.890              | 231          | 7"1                 | 5,5                | 145                   | 09/2014-08/2018    |
| 3.0 TDI quattro             | berlina       | EA897 (CDUC, CDUD)              | 2967       | Turbodiesel iniezione diretta common rail                                                     | 245/ 4000-4500 | 580/ 1750-2500 | Integrale | Doppia frizione 7 rapporti | 1.720              | 250          | 6"1                 | 5,9                | 156                   | 12/2010-09/2014    |
| 3.0 TDI quattro             | station wagon | EA897 (CDUC, CDUD)              | 2967       | Turbodiesel iniezione diretta common rail                                                     | 245/ 4000-4500 | 580/ 1750-2500 | Integrale | Doppia frizione 7 rapporti | 1.790              | 243          | 6"3                 | 5,9                | 156                   | 09/2011-09/2014    |
| 3.0 TDI quattro             | Allroad       | EA897 (CDUC, CDUD)              | 2967       | Turbodiesel iniezione diretta common rail                                                     | 245/ 4000-4500 | 580/ 1750-2500 | Integrale | Doppia frizione 7 rapporti | 1.855              | 236          | 6"6                 | 6,3                | 165                   | 01/2012-09/2014    |
| 3.0 TDI quattro             | berlina       | EA897 (CRTD)                    | 2967       | Turbodiesel iniezione diretta common rail                                                     | 272/ 3500-4250 | 580/ 1250-3250 | Integrale | Doppia frizione 7 rapporti | 1.770              | 250          | 5,5                 | 5"1                | 133                   | 09/2014-02/2018    |
| 3.0 TDI quattro             | station wagon | EA897 (CRTD)                    | 2967       | Turbodiesel iniezione diretta common rail                                                     | 272/ 3500-4250 | 580/ 1250-3250 | Integrale | Doppia frizione 7 rapporti | 1.835              | 250          | 5"7                 | 5,3                | 138                   | 09/2014-04/2018    |
| 3.0 TDI quattro             | Allroad       | EA897 (CRTD)                    | 2967       | Turbodiesel iniezione diretta common rail                                                     | 272/ 3500-4250 | 580/ 1250-3250 | Integrale | Doppia frizione 7 rapporti | 1.895              | 250          | 6"2                 | 5,6                | 149                   | 09/2014-05/2018    |
| 3.0 TDI quattro             | berlina       | EA897 (CGQB)                    | 2967       | Bi-turbodiesel, iniezione diretta common rail, due turbocompressori e due intercooler         | 313/ 3900-4500 | 650/ 1450-2800 | Integrale | Automatico 8 rapporti      | 1.790              | 250          | 5"1                 | 6,5                | 169                   | 12/2011-09/2014    |
| 3.0 TDI quattro             | station wagon | EA897 (CGQB)                    | 2967       | Bi-turbodiesel, iniezione diretta common rail, due turbocompressori e due intercooler         | 313/ 3900-4500 | 650/ 1450-2800 | Integrale | Automatico 8 rapporti      | 1.855              | 250          | 5"3                 | 6,5                | 169                   | 12/2011-09/2014    |
| 3.0 TDI quattro             | Allroad       | EA897 (CGQB)                    | 2967       | Bi-turbodiesel, iniezione diretta common rail, due turbocompressori e due intercooler         | 313/ 3900-4500 | 650/ 1450-2800 | Integrale | Automatico 8 rapporti      | 1.910              | 250          | 5"6                 | 6,8                | 176                   | 01/2012-09/2014    |
| 3.0 TDI quattro             | berlina       | EA897 (CVUA)                    | 2967       | Bi-turbodiesel, iniezione diretta common rail, due turbocompressori e due intercooler         | 320/ 3900-4600 | 650/ 1400-2800 | Integrale | Automatico 8 rapporti      | 1.835              | 250          | 5                   | 6                  | 159                   | 09/2014-02/2018    |
| 3.0 TDI quattro             | station wagon | EA897 (CVUA)                    | 2967       | Bi-turbodiesel, iniezione diretta common rail, due turbocompressori e due intercooler         | 320/ 3900-4600 | 650/ 1400-2800 | Integrale | Automatico 8 rapporti      | 1.900              | 250          | 5"2                 | 6,3                | 169                   | 09/2014-04/2018    |
| 3.0 TDI quattro             | Allroad       | EA897 (CVUA)                    | 2967       | Bi-turbodiesel, iniezione diretta common rail, due turbocompressori e due intercooler         | 320/ 3900-4600 | 650/ 1400-2800 | Integrale | Automatico 8 rapporti      | 1.955              | 250          | 5"5                 | 6,5                | 172                   | 09/2014-05/2018    |
| 3.0 TDI quattro Competition | berlina       | EA897 (CVUB)                    | 2967       | Bi-turbodiesel, iniezione diretta common rail, due turbocompressori e due intercooler         | 326/ 4000-4500 | 650/ 1400-2800 | Integrale | Automatico 8 rapporti      | 1.865              | 250          | 4"9                 | 6,3                | 164                   | 09/2014-02/2018    |
| 3.0 TDI quattro Competition | station wagon | EA897 (CVUB)                    | 2967       | Bi-turbodiesel, iniezione diretta common rail, due turbocompressori e due intercooler         | 326/ 4000-4500 | 650/ 1400-2800 | Integrale | Automatico 8 rapporti      | 1.930              | 250          | 5"1                 | 6,5                | 169                   | 09/2014-04/2018    |
| Versioni ibride             |               |                                 |            |                                                                                               |                |                |           |                            |                    |              |                     |                    |                       |                    |
| Hybrid                      | berlina       | EA888 (CHJA) + motore elettrico | 1984       | Iniezione diretta e turbocompressore (motore termico), batteria da 1,3 kWh (motore elettrico) | 245            | 480            | Anteriore | Automatico 8 rapporti      | 1.770              | 240          | 7"5                 | 6,5                | 145                   | 01/2012-10/2014    |

## La A6 C7 nel mondo

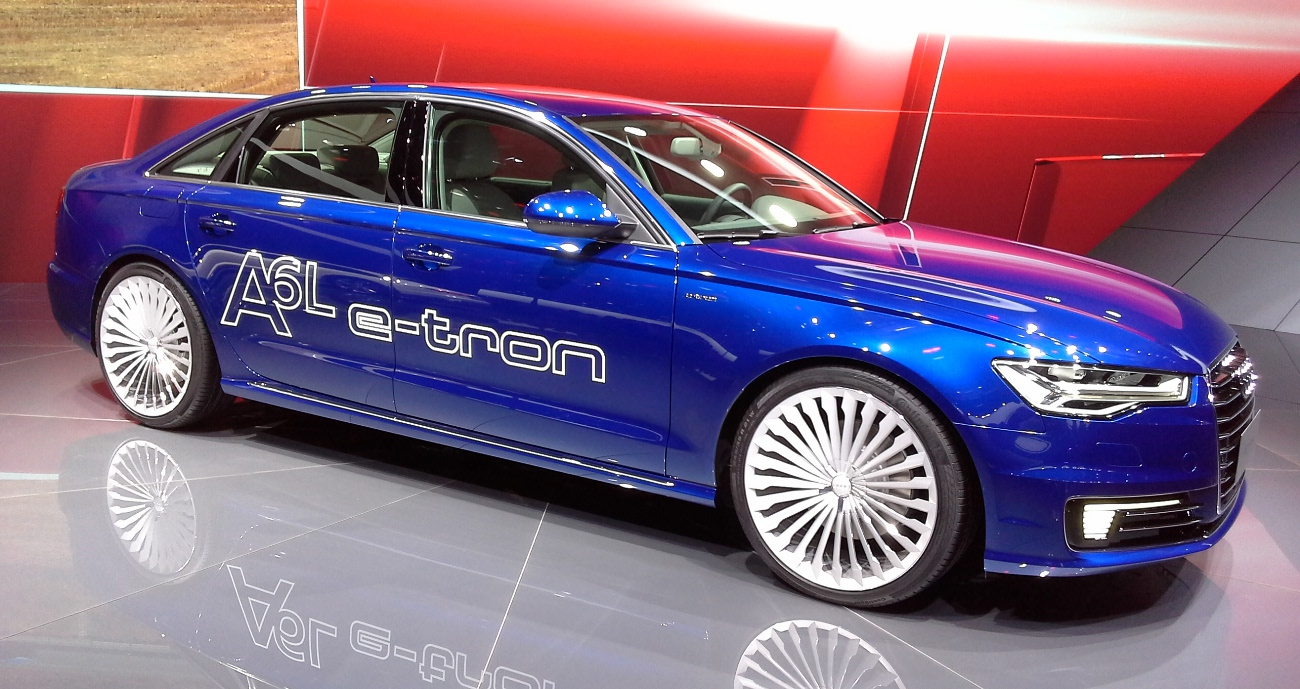
Una A6 L 40 e-tron, versione ibrida per il mercato cinese

Da diversi anni, uno dei principali mercati per la casa di Ingolstadt è quello cinese, e ciò valeva quindi anche nel periodo in cui la A6 C7 veniva prodotta. Tale modello non venne prodotto solo a Neckarsulm per il mercato europeo, ma anche nel paese mandarino, e precisamente nello stabilimento FAW-Volkswagen di Changchun, dove è attiva una joint-venture tra il costruttore cinese FAW e il gruppo Volkswagen, di cui il marchio Audi fa parte. La A6 prodotta in Cina era denominata A6L, dove la L indicava il passo allungato di 10 cm, una soluzione tipica delle berline europee di fascia alta prodotte in Cina, in particolare quelle dei tre principali marchi premium tedeschi. La A6L era disponibile in due motorizzazioni a benzina, entrambe aspirate, ad iniezione diretta e di tipo V6. La prima era un'untà da 2498 cm3, mai inserita nella gamma europea e con potenza massima di 170 CV, mentre la seconda era invece il noto 2.8 presente anche nei listini del Vecchio Continente, ma che qui era in grado di erogare fino a 220 CV (in Europa tale motore si fermava a 204 CV). A partire dal 2016, la gamma venne arricchita con l'arrivo della A6L 40 e-tron, ossia la variante ibrida specifica per il mercato cinese, che si differenziava da quella europea per la maggior potenza del motore elettrico, che in questo caso era di 122 CV, anche se in sostanza la potenza complessiva dell'intero sistema propulsore era sempre di 245 CV. Anche in Cina la produzione della A6L cessò nella primavera del 2018.
Altro mercato importante per l'Audi è quello nordamericano, per questo la A6 venne proposta anche nei listini del Canada e degli USA. Qui tale modello venne previsto comunque in due motorizzazioni: uno era il 2.0 TFSI da 211 CV, ossia l'unità utilizzata nella versione ibrida e che qui non venne accoppiata ad alcun motore elettrico. Tale modello conobbe un solo significativo aggiornamento, avutosi nel giugno del 2013, quando la potenza massima venne portata a 220 CV. L'altro motore disponibile in gamma era il V8 biturbo da 4 litri della S6. Il motore della S6 nordamericana era accreditato di 426 CV contro i 420 della versione europea.
Infine, la A6 venne prodotta anche negli stabilimenti di Aurangabad (India), Giacarta (Indonesia) e Monterrey (Messico), anche se qui la produzione avvenne in modalità CKD.